# آما (أسطورة)

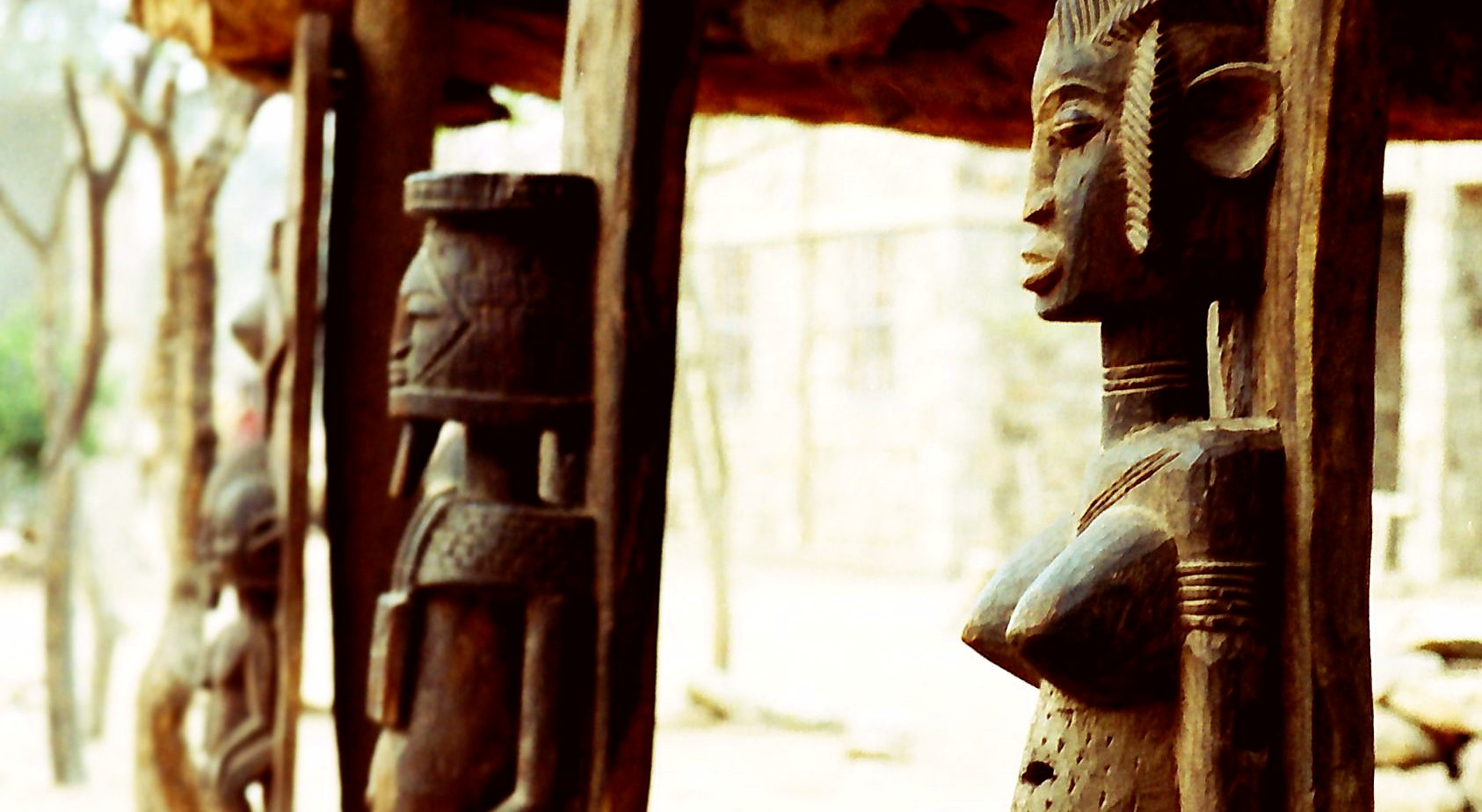
منحوتات دوجون تحت مأوى هوجون، باندياجارا، مالي، أفريقيا

آمَّا (بالإنجليزية: Amma)‏ في الأساطير الأفريقية آمَّا هو رب الخصب والمطر بين شعب الداغون في مالي والسودان. وهو الرب الأعلى الذي خلق الكون كبيضة بمشيمتين ولد منهما توأمان (صبي وبنت). وسميا النومو Nommo وها نموذج للأجيال اللاحقة. في رواية أخرى نعلم كيف عمد آمَّا Amma إلى اغتصاب الأرض ولكن قضيبه المقدس دخل في عش نملة (البظر) الذي كان مختونا من قبل الخالق (الختان الأول). عند ذلك فقط صارت المضاجعة مع الأرض ممكنة. ومن ذلك الاتحاد ولد یوروغو Yurugu الذي اقترف أول غشيان محارم مع أمه (الأرض). وقد أخصب ذلك الفعل الأرض وظهرت العادة الشهرية لأول مرة. فقرر آما أن يترك الأرض غير النقية ويتابع عمله في خلقه الخاص. خلق الأجداد الثمانية الأوائل (أربعة رجال وأربع نساء) فكان لهم ثمانون جدا ومن هؤلاء ظهر سكان العالم. وتتألف مذابح آما عادة من حجر المونوليث.